# 사천 각산봉수대
사천 각산봉수대(泗川 角山熢燧臺)는 대한민국 경상남도 사천시 대방동, 각산에 있는 고려시대의 봉수대이다.
1983년 12월 20일 경상남도의 문화재자료 제96호 각산 봉화대으로 지정되었다가, 2018년 12월 20일 현재의 명칭으로 변경되었다.

## 개요
각산의 정상인 해발 398m 고지에 있는 봉수대이다.
봉화는 '봉수'라고도 하며 봉(烽:횃불)과 수(燧:연기)로써 급한 소식을 전하던 전통시대의 연락방식이다. 높은 산에 올라가서 불을 피워 낮에는 연기로, 밤에는 불빛으로 신호하였다. 국가의 정치, 군사적 목적으로 설치되었으며 기록상 우리나라 봉수제의 확실한 출발은 고려 중기로 보고 있다.
각산 봉수대는 수많은 자연돌을 모아 둥그렇게 만든 형태이다. 널찍하고 둥그런 단위의 중앙에 또다시 둥근 단을 쌓아올렸는데 아랫단보다 높직한 모습이다. 2개의 단에는 불을 지피기 위해 필요했던 것으로 보이는 사각의 뚫린 공간이 남아 있으며, 아랫단 한쪽에는 위로 오르는 계단을 두기도 하였다.
고려시대에 설치된 것으로, 남해 금산에 있는 구정봉의 연락을 창선 태방산을 거쳐 받았다. 고려 때는 이를 다시 용현면의 침지 봉수와 곤양면의 우산 봉수로 보냈다. 조선시대 세종 때에는 봉수망의 정비로 침지 봉수와 서낭당 봉수를 폐지하고 용현 안점 봉수를 설치하여 연락하였다. 또한 사량도의 공수산 봉수를 《고성 좌이산 봉수》에 전달하는 역할을 하기도 하였다.

## 같이 보기
- 고성 좌이산 봉수대 (경상남도 기념물 제138호)

## 참고 자료
- 사천 각산봉수대 - 국가유산청 국가유산포털